# Valeri Tchetverik
Valeri Vassiliévitch Tchetverik (en russe : Валерий Васильевич Четверик) est un  entraîneur de football russe né le 29 décembre 1957 à Tikhoretsk.
Il est notamment connu pour son passage à la tête du Kamaz Naberejnye Tchelny, qu'il dirige de la fondation du club en 1981 à 1996, puis deux autres fois brièvement entre 1998 et 1999, amenant l'équipe de l'échelon régional à la première division russe et aux compétitions européennes en prenant part à la Coupe Intertoto 1996.

## Biographie
Natif de Tikhoretsk dans le kraï de Krasnodar, Valeri Tchetverik pratique le football au niveau amateur au sein de la ville avant d'emménager dans les années 1970 à Naberejnye Tchelny où il joue pour l'équipe locale du Turbina. Il connaît ses premiers pas en tant qu'entraîneur au cours de son service militaire, devenant entraîneur de l'équipe de son unité qui prend notamment part au championnat de Léningrad entre 1978 et 1980. À l'issue de son service, il retourne à Naberejnye Tchelny où il travaille comme mécanicien au sein de l'usine locale KamAZ, où il fonde une équipe de football dès 1981 et dont il devient l'entraîneur. Le club intègre par la suite le championnat municipal qu'il remporte dès 1982 avant d'entrer dans le championnat régional du Tatarstan puis de rejoindre en 1987 le championnat de la RSFS de Russie, terminant deuxième de la zone Volga cette année-là. Dans la foulée, le club profite du retrait du Turbina de la troisième division soviétique pour découvrir le monde professionnel en 1988, sept ans après sa fondation.
L'équipe passe ensuite quatre saisons dans les divisions inférieures du championnat soviétique avant d'intégrer en 1992 la deuxième division russe dont elle remporte le groupe Centre la même année pour accéder à la première division en 1993. Tchetverik parvient ensuite à maintenir le club dans l'élite de manière constante durant le milieu des années 1990, terminant dixième lors de sa première saison avant d'atteindre la sixième position en 1994, à deux points d'une qualification en Coupe UEFA. L'équipe atteint finalement une place européenne l'année suivante en finissant neuvième, ce qui suffit à la qualifier pour la Coupe Intertoto 1996, compétition dont elle atteint les demi-finales avant d'être vaincue par l'En avant Guingamp. Alors que l'exercice 1996 est plus compliqué pour le club qui lutte pour se maintenir, Tchetverik se retire finalement de son poste d'entraîneur après quinze années de service au mois de septembre 1996 pour prendre le rôle de directeur général. Le club est finalement relégué à l'issue de la saison 1997, qui est notamment marquée par des accusations de détournement de fonds à son encontre, qui reste cependant sans suite,. Après avoir repris brièvement le poste d'entraîneur en avril 1998, il décide de s'en aller au Gazovik-Gazprom Ijevsk où il devient directeur sportif pour un temps. Il effectue par la suite un dernier passage à la tête du Kamaz, relégué entre-temps en troisième division, durant l'année 1999, terminant dixième de la zone Oural avant de quitter ses fonctions en fin de saison.
Tchetverik rejoint par la suite le Krylia Sovetov Samara en début d'année 2000, où il devient brièvement vice-président avant de s'en aller entraîner l'équipe biélorusse du Belchina Babrouïsk entre les mois de juin et août. Il devient ensuite recruteur puis directeur sportif du CSKA Moscou entre décembre 2000 et janvier 2003. Il est nommé à la tête du Tchernomorets Novorossiisk au mois de février 2003 mais quitte son poste un mois plus tard après seulement deux matchs pour des raisons de santé, bien que restant en tant que conseiller du président. Il occupe un poste similaire au Kouban Krasnodar entre les mois de novembre 2003 et de mars 2004 avant de devenir directeur général du FK Sotchi-04. Il dirige par ailleurs en parallèle l'équipe amateur du Rodnik Alekseïevskaïa à proximité de sa ville natale de Tikhoretsk au cours de l'exercice 2004.
Par la suite, il reste actif dans le monde du football amateur, dirigeant notamment le Rus Saint-Pétersbourg entre 2011 et 2012 et participant à la création d'un centre de formation en Crimée en 2014. Il entraîne ensuite le Volgomost Moscou en 2016 avant de faire son retour au Kamaz Naberejnye Tchelny en tant que conseiller du président, poste qu'il occupe jusqu'à l'été 2020.

## Statistiques
| Kamaz Naberejnye Tchelny   | 1981            | 6 septembre 1996 | 323 | 145 | 59  | 119 | 44,9 |
| Kamaz Naberejnye Tchelny   | 12 avril 1998   | 9 mai 1998       | 4   | 0   | 1   | 3   | 0,0  |
| Kamaz Naberejnye Tchelny   | 3 février 1999  | 31 décembre 1999 | 30  | 10  | 7   | 13  | 33,3 |
| Belchina Babrouïsk         | juin 2000       | août 2000        | 12  | 4   | 2   | 6   | 33,3 |
| Tchernomorets Novorossiisk | 13 février 2003 | 25 mars 2003     | 2   | 0   | 2   | 0   | 0,0  |
| Total                      | Total           | Total            | 371 | 159 | 157 | 141 | 42,9 |

1. ↑  Ne sont décomptées que les statistiques à partir de la saison 1988, date de professionnalisation du club.